# Рошал, Евгений Лазаревич
Евге́ний Ла́заревич Роша́л (род. 10 марта 1972, Челябинск) — российский программист, автор файлового менеджера FAR Manager, формата сжатия RAR, архиваторов RAR и WinRAR.

## Биография

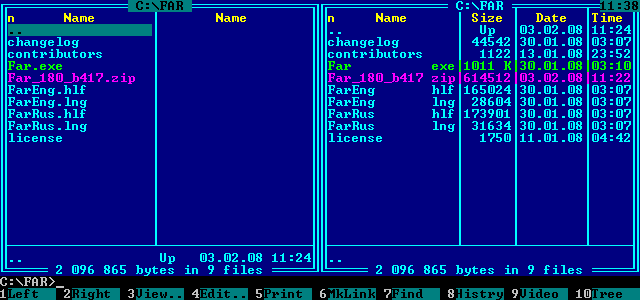
FAR manager

Евгений Рошал начал осваивать программирование ещё в школьные годы, затем окончил Приборостроительный факультет Челябинского политехнического института по специальности «Вычислительные машины, комплексы, системы и сети», где на старших курсах изучал алгоритмы сжатия информации — это же стало и темой его дипломной работы.
Осенью 1993 года выпустил первую публичную версию архиватора RAR 1.3, летом 1995 года — архиватор для Windows WinRAR, осенью 1996 года — файловый менеджер FAR Manager. К 2015 году аудитория WinRAR оценивалась в 500 млн пользователей.
Желая сосредоточиться на совершенствовании формата и архиваторов RAR и WinRAR, Евгений Рошал в 2000 году прекратил работу над файловым менеджером FAR Manager и передал авторские права на него группе программистов FAR Group, а в 2004 году передал авторские права на программы RAR и WinRAR своему старшему брату Александру (р. 1965), оставшись лишь разработчиком.